# Rødovre kommun
Rødovre kommun är en kommun i Region Hovedstaden i Danmark. Kommunen har 41 113 invånare (2021) och en yta på 12,12 km². Hela kommunen utgör en ort, Rødovre, och ingår i sin helhet i Köpenhamns tätortsbebyggelse och Hovedstadsområdet.

## Administrativ historik
Rødovre socken bröts ut från Brønshøj-Rødovre 1901, och bildade samtidigt en egen kommun. Socknen delades 1950–1962 in i socknarna Grøndalslund, Hendriksholm, Islev och Rødovre, men kommunen påverkades inte av detta. Den berördes inte heller av kommunreformerna 1970 och 2007.